# Кудрявцев, Лев Иванович
Лев Иванович Кудрявцев — советский хозяйственный, государственный и политический деятель.

## Биография
Родился в 1927 году в Тюмени. Член КПСС.
До 1952 — заместитель мастера смены, механик, начальник ремонтно-механического цеха на Тюменском станкостроительном заводе «Механик».
В 1952—1970 — инструктор, заместитель заведующего отделом, заведующий промышленно-транспортным отделом Тюменского областного комитета КПСС.
В 1970—1973 — первый секретарь Ханты-Мансийского окружного комитета КПСС.
В 1973—1989 — начальник Управления руководящих кадров и учебных заведений Миннефтегазстроя СССР.
Делегат XXIV съезда КПСС.
Жил в Москве.

## Награды
- Орден Трудового Красного Знамени (дважды)
- Орден Дружбы народов
- Орден Знак Почёта